# Unione Sportiva Foggia 1933-1934
Questa voce raccoglie le informazioni riguardanti l'Unione Sportiva Foggia nelle competizioni ufficiali della stagione 1933-1934.

## Rosa
| N. |                   | Ruolo | Calciatore          |
| -- | ----------------- | ----- | ------------------- |
|    | Italia (bandiera) | C     | Fioravante Baldi    |
|    | Italia (bandiera) | P     | Giuseppe Baldi      |
|    | Italia (bandiera) | C     | Adelmo Baldi        |
|    | Italia (bandiera) | C     | Aldo Bedogni        |
|    | Italia (bandiera) | A     | Benedetto Benedetti |
|    | Italia (bandiera) | P     | Mario Bossi         |
|    | Italia (bandiera) | D     | Olao Cerini         |
|    | Italia (bandiera) | D     | Benedetto Del Re    |

| N. |                   | Ruolo | Calciatore           |
| -- | ----------------- | ----- | -------------------- |
|    | Italia (bandiera) | C     | Bruno Katzianka      |
|    | Italia (bandiera) | C     | Vito Natale Labate   |
|    | Italia (bandiera) | D     | Pietro Lavè          |
|    | Italia (bandiera) | A     | Arduino Marchetti    |
|    | Italia (bandiera) | C     | Ettore Mussi         |
|    | Italia (bandiera) | A     | Giovanni Pavanello   |
|    | Italia (bandiera) | A     | Vittorio Scarnecchia |
|    | Italia (bandiera) | A     | Attilio Sudati       |

## Risultati

### Serie B

#### Girone B

##### Girone di andata
| Arbitro: | Monti (Senigallia) |

|                            |           |             |
| Baldi III 6’ Marchetti 60’ | Marcatori | 80’ Spinato |

| Arbitro: | Pizziolo (Firenze) |

|                                                 |           |                    |
| Vitalesta 25’, 75’ Scategni 27’, 33’ Nebbia 88’ | Marcatori | 52’, 77’ Benedetti |

| Arbitro: | Oblach (Trieste) |

|                |           |              |
| Baccaglini 60’ | Marcatori | 8’ Marchetti |

| Arbitro: | Mazza (Torre del Greco) |

|                                               |           |         |
| Pavanello 5’ (rig.), 76’ (rig.) Marchetti 86’ | Marcatori | Nicolis |

| Arbitro: | Bevilacqua (Viareggio) |

|                 |           |               |
| Beretta 49’, ?’ | Marcatori | 26’ Baldi III |

| Pola 15 ottobre 1933 6ª giornata | Grion Pola | 3 – 1 | Foggia |  |

| Ferrara 29 ottobre 1933 7ª giornata                   | SPAL      | 1 – 1 referto | Foggia |  |
| \| \| \| \| \| Braga 6’ \| Marcatori \| 25’ Sudati \| |           |               |        |  |
|                                                       |           |               |        |  |
| Braga 6’                                              | Marcatori | 25’ Sudati    |        |  |

| Arbitro: | Corradini (Bologna) |

|                                    |           |  |
| Baldi III 20’ Pavanello 63’ (rig.) | Marcatori |  |

| Arbitro: | Borghetti (Ancona) |

|            |           |             |
| Sudati 15’ | Marcatori | 4’ Tasselli |

| 12 novembre 1933 10ª giornata |  | – Turno di riposo |  |  |

| Arbitro: | Ciamberlini (Genova) |

|            |           |  |
| Frossi 88’ | Marcatori |  |

| Arbitro: | Bartolini (Pisa) |

|                             |           |  |
| Pavanello 64’ Marchetti 78’ | Marcatori |  |

| Verona 10 dicembre 1933 13ª giornata | Verona | 1 – 1 | Foggia |  |

##### Girone di ritorno
| Arbitro: | Gonani (Ravenna) |

|  |           |               |
|  | Marcatori | 30’ Baldi III |

| Arbitro: | Rovida (Milano) |

|                               |           |                        |
| Pavanello ?’ (rig.) Benedetti | Marcatori | Brossi ?’ (rig.) Preti |

| Arbitro: | Puglia (Napoli) |

|                                      |           |                          |
| Benedetti 23’ Labbate 41’ Sudati 85’ | Marcatori | 20’ Trevisan 55’ Astolfi |

| Arbitro: | Collina (Savona) |

|       |           |  |
| Cetti | Marcatori |  |

| Foggia 14 gennaio 1934 18ª giornata | Foggia            | 0 – 0 referto | Atalanta | Campo di via Ascoli\| Arbitro: \| De Sanctis (Roma) \| |
| Arbitro:                            | De Sanctis (Roma) |               |          |                                                        |

| Foggia 21 gennaio 1934 19ª giornata | Foggia | 6 – 2 | Grion Pola |  |

| Arbitro: | Salvatori (Roma) |

|                                                 |           |           |
| Pavanello ?’, 70’ Sudati 80’, 89’ Baldi III 83’ | Marcatori | 52’ Braga |

| Arbitro: | Caironi (Milano) |

|                                      |           |  |
| Ranelli 30’ Giuge 60’ Romanenghi 75’ | Marcatori |  |

| Pistoia 18 febbraio 1934 22ª giornata                                                            | Pistoiese | 4 – 2 referto               | Foggia | Campo Pacino Pacini |
| \| \| \| \| \| Tasselli ?’, 67’ Bertini Barni 45’ \| Marcatori \| 14’ Pavanello 17’ Baldi III \| |           |                             |        |                     |
|                                                                                                  |           |                             |        |                     |
| Tasselli ?’, 67’ Bertini Barni 45’                                                               | Marcatori | 14’ Pavanello 17’ Baldi III |        |                     |

| 25 febbraio 1934 23ª giornata |  | – Turno di riposo |  |  |

| Foggia 4 marzo 1934 24ª giornata | Foggia | 2 – 1 | Bari |  |

| Modena 11 marzo 1934 25ª giornata | Modena | 5 – 0 | Foggia |  |

| Foggia 18 marzo 1934 26ª giornata | Foggia | 1 – 2 | Verona |  |